# Czarny Dunajec (gmina)
Czarny Dunajec est une gmina mixte du powiat de Nowy Targ, Petite-Pologne, dans le sud de la Pologne, à la frontière avec la Slovaquie. Son siège est la ville de Czarny Dunajec, qui se situe environ 13 km à l'ouest de Nowy Targ et 70 km au sud de la capitale régionale Cracovie.
La gmina couvre une superficie de 218,34 km2 pour une population de 21 186 habitants.

## Géographie
La gmina inclut la ville de Czarny Dunajec et les villages de Chochołów, Ciche, Czerwienne, Dział, Koniówka, Odrowąż, Piekielnik, Pieniążkowice, Podczerwone, Podszkle, Ratułów, Stare Bystre, Wróblówka et Załuczne.
La gmina borde les gminy de Biały Dunajec, Jabłonka, Kościelisko, Nowy Targ, Poronin, Raba Wyżna et Szaflary. Elle est également frontalière de la Slovaquie.